# Коняев, Виталий Анатольевич
Виталий Анатольевич Коняев (11 мая 1937, Кронштадт, Ленинград — 30 сентября 2023, Москва) — советский и российский актёр театра и кино. Народный артист Российской Федерации (1998).

## Биография
Родился 11 мая 1937 года в Крондштадте. В 1958 году окончил Высшее театральное училище имени М. С. Щепкина (курс Леонида Волкова).
В том же году поступил в Государственный академический Малый театр, где и проработал до конца жизни.
Самая известная роль в кино — командир артиллерийской батареи Сергей Вохминцев в драме «Тишина» (1964) режиссёра Владимира Басова.
Член КПСС (1963—1991).
Скончался 30 сентября 2023 года в Москве на 87-м году жизни, пережив свою первую супругу Нину Дробышеву на два месяца.
Церемония прощания прошла 4 октября в Щепкинском фойе Малого театра. Похоронен на Троекуровском кладбище (уч. 21).

## Фильмография
- 1990 — Недоросль (фильм-спектакль) — Вральман, учитель
- 1990 — Московский полицейский Каминский (Франция) — Егор
- 1988 — Дорога в ад — Павел Иванович Милосердов, профессор
- 1987 — Недоросль (фильм-спектакль) — Вральман, учитель
- 1987 — Каменный цветок (фильм-спектакль) — барин
- 1985 — Слушать в отсеках — Валентин Иванович Радько, старший офицер штаба флота, капитан 1-го ранга
- 1985 — Ревизор (фильм-спектакль) — Артемий Филиппович Земляника, попечитель богоугодных заведений
- 1985 — Этот фантастический мир. Выпуск 11 (фильм-спектакль) — Джонни
- 1982 — Фома Гордеев (фильм-спектакль) — Ефим, капитан «Ермака»
- 1982 — Король Лир (фильм-спектакль) — герцог Корнуэльский
- 1981 — Товарищ Иннокентий — Марков, полковник
- 1981 — Любовь Яровая (фильм-спектакль) — Семён Скобцов, сын Марьи, белогвардеец
- 1981 — Беседы при ясной луне (фильм-спектакль) — Николай, колхозный шофёр, муж Катерины
- 1979 — Русские люди (фильм-спектакль) — Краузе
- 1977 — Оптимистическая трагедия (фильм-спектакль) — Вайнонен
- 1976 — Признание (фильм-спектакль) — Николай Маркин, знаменитый шифровальщик
- 1975 — Вариант «Омега» — Карл Хонниман, унтерштурмфюрер (озвучил Юрий Саранцев)
- 1974 — Старик (фильм-спектакль) — Павел, пасынок Мастакова
- 1974 — Перед заходом солнца (фильм-спектакль) — Эрих Кламрот, муж Оттилии
- 1973 — Самый последний день (фильм-спектакль) — Кукушкин
- 1973 — Рождество в доме синьора Купьелло (фильм-спектакль)
- 1973 — Инженер (фильм-спектакль) — Николай Кореньков
- 1973 — Звёздный час (фильм-спектакль) — Э. А. Рахья
- 1972 — Самый последний день — эпизод (нет в титрах)
- 1972 — Меченый атом — инспектор ГАИ
- 1972 — День за днём — Игорь, ухажёр Ксении
- 1971 — Там, вдали, за рекой… — дядя
- 1971 — Город под липами — Янис Балодис
- 1970 — Улица Валентинова (фильм-спектакль) — революционер, выступает на митинге (эпизод)
- 1970 — Счастливый человек — Никита Захарович, жених Оли, друг Димы, начальник на стройке
- 1969 — Комендант Лаутербурга (фильм-спектакль) — Воробейцев
- 1969 — Белый флюгер — Дорохов Степан Денисович
- 1968 — Щит и меч — Пауль (озвучил Эдуард Изотов)
- 1968 — Двое и смерть (фильм-спектакль) — партизан
- 1967 — Про чудеса человеческие — Степан
- 1967 — Звёзды и солдаты — белогвардеец
- 1964 — Порт-Артур (фильм-спектакль) — Сергей Звонарев, прапорщик
- 1963 — Тишина — Сергей Вохминцев
- 1962 — Цветок на камне — шахтёр в день похорон Ленина (нет в титрах)
- 1961 — Чистое небо — Петя
- 1959 — Песня о Кольцове — Алексей Кольцов
- 1958 — Стучись в любую дверь — Алексей Громов, комсорг
- 1958 — Наш корреспондент — Семён Слободков, комбайнер на целине

## Личная жизнь
- Первая жена — Народная артистка РСФСР Нина Дробышева (1939—2023)
  - Дочь — актриса Елена Дробышева (род. 1964)
    - Внук — Филипп Александрович Дробышев (род. 1990), живёт и работает во Франции, владеет несколькими иностранными языками, включая японский[12][13].
- Вторая жена — Татьяна Владимировна Коняева (Станиславская) (род. 1947)
  - Сын Дмитрий (род. 1987), окончил факультет политологии МГУ[14]

## Награды
- Заслуженный артист РСФСР (1974)
- Народный артист Российской Федерации (1998)
- Орден Дружбы (2006)